# Secundino Gómez
Secundino Gómez (Orallo, España; 14 de octubre de 1844-Caboalles de Abajo, 11 de septiembre de 1911) fue un político, hombre de negocios y terrateniente español, del siglo XIX y principios del siglo XX. Fue Caballero Gran Cruz de la i Orden de Isabel la Católica.

## Biografía
El hidalgo leonés Secundino Gómez, hijo de Felipe Javier Gómez y Álvarez Quirós y de Antonia López y Buelta Lorenzana, nace el 14 de octubre de 1844 en la Casa Solariega Gómez Buelta, sita en Orallo de Laciana, partido judicial entonces de Murias de Paredes, provincia de León, y es bautizado dos días después en la iglesia parroquial de Santa Marina con los nombres de Secundino Eduardo. Fueron sus padrinos su hermano primogénito Primitivo Agustín y su tía Águeda García Peláez y Esteban, esposa de Santiago Gómez y Álvarez Quirós.
El menor de ocho hermanos, queda huérfano de padre a los cuatro años de edad. Probablemente estudió en Oviedo o en Madrid y en 1873 estaba asentado en Busdongo de Arbas con un negocio de distribución de grano a gran escala. El 20 de noviembre de ese año 1873 contrae matrimonio en el santuario de La Virgen del Camino, en las proximidades de la ciudad de León, con María Manuela Álvarez Carballo y Bueno y fijan su residencia en Mansilla de las Mulas, lugar donde vivía la novia. El 7 de noviembre de 1875 nace el único hijo del matrimonio, Pedro Gómez y Álvarez Carballo. La familia se traslada a Busdongo de Arbas donde viven hasta los primeros meses de 1881, en que, terminada la casa, que ha construido para Secundino Gómez en la ciudad de León el arquitecto Juan Bautista Lázaro de Diego, establecen en ella su domicilio.
A esa edad cercana a los cuarenta años Secundino Gómez desde la ciudad de León se dedica a administrar el gran patrimonio familiar y en esa administración era pieza fundamental desde hacía una década el abogado Eduardo Dato Iradier, quien se había independizado creando su propio bufete profesional en Madrid con los importantes pleitos de Pedro Álvarez Carballo y Bueno. Esta gran relación y amistad, que avala un abultado epistolario, lleva consigo que Eduardo Dato se presente y salga elegido Diputado a Cortes por el distrito leonés de Murias de Paredes en repetidas legislaturas desde 1884 hasta 1914. Por su parte, Secundino Gómez sustituirá como diputado Provincial de León en 1890 a Fernando Merino Villarino, que salió Diputado a Cortes, y continuará como diputado Provincial del Partido Liberal en la primera época hasta 1896. En abril de 1891 es nombrado Caballero Gran Cruz de la Real Orden de Isabel la Católica.
El 2 de octubre de 1896 fallece en Valladolid a los veinte años de edad el único hijo de Secundino Gómez, que cursaba la carrera de Derecho en esa universidad. Esta tragedia produce en su padre un retraimiento en su vida pública política que le lleva a rechazar a partir de entonces su presentación como diputado Provincial, aunque volverá años más tarde en las legislaturas de 1909 y 1911 como diputado Provincial del Partido Conservador.
Siendo Eduardo Dato ministro de la Gobernación, en 1899 Secundino Gómez es nombrado Jefe Superior de Administración Civil. Dos años después, a comienzos de 1901 rechaza el nombramiento de Senador del Reino por derecho propio y otros muchos que se le ofrecieron. Sí aceptó el nombramiento de Alfonso XIII en 1903 como Comisario de Agricultura, Industria y Comercio de la provincia de León. Fue fundador del Monte de Piedad y Caja de Ahorros de León.
Hombre muy generoso, encabezaba con grandes cantidades de dinero suscripciones de ayuda a todo tipo de necesidades como la “Cocina de los obreros”, las campañas de socorro a los presos de la cárcel de León, las consecuencias del incendio de Villabandín en 1905 y un largo etcétera que en muchas ocasiones llega a los periódicos de la época.
Con repetidos achaques de salud, que le obligaban a pedir licencia a la Diputación para ausentarse; mientras se encontraba veraneando en su casa de Caboalles de Abajo, fallece el lunes 11 de septiembre de 1911 a los 66 años de edad. La esquela de su defunción ocupa toda la primera página del Diario de León del día siguiente y su funeral y entierro, así como el traslado del féretro desde Laciana a León, para instalar la capilla ardiente en el oratorio de su casa, constituyeron impresionantes manifestaciones de duelo, que recoge la prensa de León y de Madrid. El funeral fue oficial e institucional en un duelo que fue presidido por el entonces exministro del reino de España Amós Salvador Rodrigáñez.
En 1915 se inauguró la Escuela mixta de Orallo, su localidad natal, dedicada a su memoria, proyectada por Amós Salvador Carreras, que sigue activa en este siglo XXI y en cuya fachada se lee en gran cartela de cerámica vidriada que ocupa todo su ancho: “En memoria de Don Secundino Gómez para contribuir a los fines de la Liga de Amigos de la escuela de Laciana”.
Años después, Eduardo Dato, ya presidente del Consejo de Ministros, recordaba emocionado en un acto social a Secundino Gómez “al que profesaba gran cariño”. El Presidente del Gobierno y después de él sus sucesores, los Duques de Dato, a lo largo del siglo XX pagaban dos misas semanales en memoria de Secundino Gómez en Orallo y en Caboalles de Abajo.